# Antonio Bastardo
Antonio Francisco Rafael Bastardo (né le 21 septembre 1985 à Hato Mayor, République dominicaine) est un lanceur de relève gaucher de la Ligue majeure de baseball entre 2009 et 2017.

## Carrière

### Phillies de Philadelphie
Antonio Bastardo signe un contrat avec les Phillies de Philadelphie en 2005. 
En ligues mineures, il se distingue en 2007 alors qu'il conserve une fiche victoires-défaites parfaite de 10-0 en 16 départs pour les BlueClaws de Lakewood et les Threshers de Clearwater, deux clubs-école des Phillies.

#### Saison 2009
Il joue son premier match dans les majeures le 2 juin 2009, commençant dans une partie contre les Padres de San Diego. Il limite l'adversaire à 4 coups sûrs et un point en 6 manches lancées et mérite sa première victoire. Au cours de la saison régulière 2009, il lance 6 parties, dont 5 départs, conservant une fiche de 2-3 avec une moyenne de points mérités de 6,46.
Il fait ses premières apparitions en séries éliminatoires la même année comme lanceur de relève, mais n'affronte que deux frappeurs. Dans le deuxième match de la Série de division face aux Rockies du Colorado, il enregistre un retrait sur des prises aux dépens de Jason Giambi pour mettre fin à la huitième manche alors que deux coureurs sont sur les buts et préserver une mince avance d'un point. Il accorde un coup sûr aux Dodgers de Los Angeles en Série de championnat.

#### Saison 2011

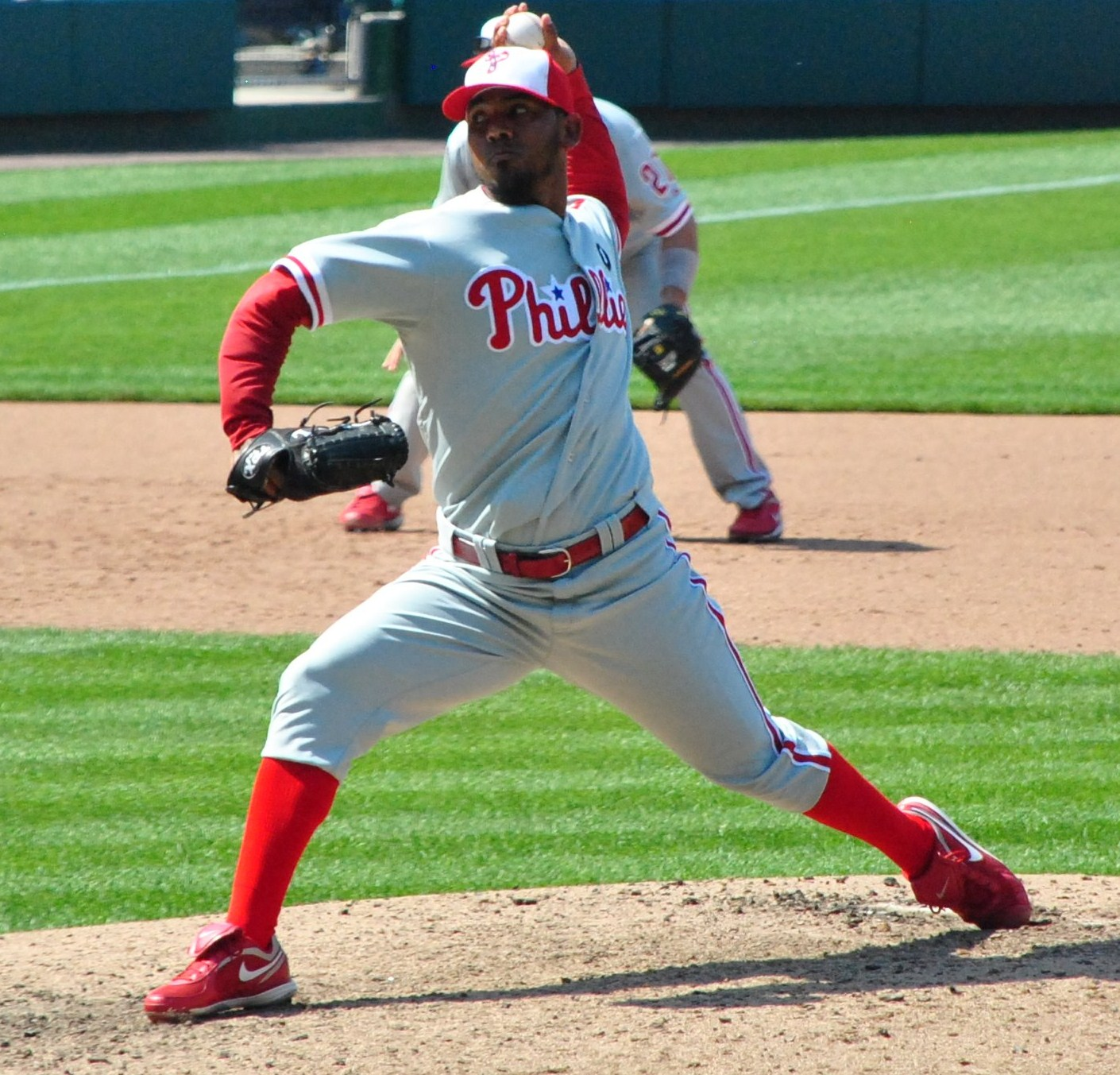
Antonio Bastardo en 2011 avec les Phillies de Philadelphie.

En 2011, Bastardo se montre très efficace en 64 matchs joués pour les Phillies. Sa moyenne de points mérités est de 2,64 en 58 manches lancées, avec 70 retraits sur des prises. Il remporte six victoires, ne perd qu'une seule partie, et enregistre 8 sauvetages. Il fait deux apparitions en séries éliminatoires, blanchissant les Cardinals de Saint-Louis sans leur accorder de coup sûr en une manche lancée dans la Série de divisions entre les deux clubs.

#### Saison 2012
Bastardo ne répète pas les mêmes succès en relève en 2012 avec une moyenne de points mérités élevée : 4,33 en 52 manches lancées. En 65 apparitions pour les Phillies, il compte deux victoires, cinq défaites, un sauvetage et 81 retraits sur des prises. 

#### Saison 2013 et suspension
En 2013, Bastardo montre une excellente moyenne de points mérités de 2,32 en 42 manches et deux tiers au monticule, avec trois gains, deux revers et deux sauvetages en 48 parties. Impliqué dans l'affaire Biogenesis, il est cependant suspendu pour 50 matchs le 5 août pour dopage.

#### Saison 2014
En 2014, la moyenne de points mérités de Bastardo s'élève à 3,94 en 64 manches lancées. Il rehausse sa moyenne de retraits sur des prises par 9 manches lancées, qui passe de 9,9 à 11,4. En 67 apparitions au monticule pour Philadelphie, il gagne 5 matchs et encaisse 7 défaites.

### Pirates de Pittsburgh
Le 10 décembre 2014, les Phillies échangent Bastardo aux Pirates de Pittsburgh contre le lanceur gaucher des ligues mineures Joely Rodriguez.

### Mets de New York
Le 22 janvier 2016, Bastardo signe un contrat de 12 millions de dollars pour deux saisons avec les Mets de New York. 

### Retour à Pittsburgh
Le 1er août 2016, il est échangé à son ancienne équipe, les Pirates de Pittsburgh, contre le lanceur gaucher Jon Niese. Ce dernier avait quitté les Mets pour les Pirates après la saison 2015, faisant exactement l'inverse de Bastardo.